# Liste der Einträge im National Register of Historic Places im Pine County

Lage des Pine County in Minnesota

Die Liste der Einträge im National Register of Historic Places im Pine County in Minnesota führt alle Bauwerke und historischen Stätten im Pine County auf, die in das National Register of Historic Places aufgenommen wurden.

## Legende
| NRHP | Historic Place             |
| HD   | Historic District          |
| NHL  | National Historic Landmark |

## Aktuelle Einträge
| [ 2 ] | Name                                                 | Bild                                                 | Eintragsdatum        | Lage | Ort                    | Beschreibung |
| ----- | ---------------------------------------------------- | ---------------------------------------------------- | -------------------- | --- | ---------------------- | --- |
| 1     | Bethlehem Lutheran Church                            | Bethlehem Lutheran Church                            | 1980 ID-Nr. 80002103 | Kirke Alle 46° 11′ 17,1″ N, 92° 46′ 41,1″ W | Askov                  | 1915 aus Backsteinen im neugotischen Stil errichtete Kirche dänischer Einwanderer                                                                                             |
| 2     | Cloverton School                                     |                                                      | 1980 ID-Nr. 80002104 | County Road 32 46° 10′ 2″ N, 92° 19′ 21″ W | New Dosey Township     | 1920 aus Backsteinen errichtetes Schulgebäude |
| 3     | District No. 74 School                               | District No. 74 School                               | 1992 ID-Nr. 92000820 | County Highway 22 nördlich der Kreuzung mit dem County Highway 30 46° 8′ 35″ N, 92° 38′ 18,6″ W                                                                     | Danforth Township      | 1899 als Blockhaus errichtetes Schulgebäude; 1909 erfolgte ein Anbau aus Fachwerk                                                                                             |
| 4     | John Doboszenski Farmstead                           | John Doboszenski Farmstead                           | 1980 ID-Nr. 80002105 | Off County Highway 43 46° 18′ 33″ N, 92° 46′ 15″ W | Willow River           | 1894 errichtete Farm |
| 5     | Hinckley Fire Relief House                           | Hinckley Fire Relief House                           | 1980 ID-Nr. 80002112 | Court Avenue Ecke 6th Street 46° 7′ 58,1″ N, 92° 51′ 45,6″ W | Sandstone              | 1894 errichtetes Gebäude |
| 6     | Hinckley State Line Marker                           | Hinckley State Line Marker                           | 2002 ID-Nr. 02000935 | MN 48 46° 0′ 45,7″ N, 92° 27′ 0,1″ W | Ogema Township         | 1942 aus Sandstein errichtetes Grenzschild |
| 7     | Louis Hultgren House and Sand Pit                    | Louis Hultgren House and Sand Pit                    | 1980 ID-Nr. 80002108 | MN 23 46° 20′ 21″ N, 92° 35′ 25″ W | Kerrick                | 1896 errichtetes Wohnhaus und Kiesgrube des schwedischen Einwanderers Louis Hultgren; exemplarisch für die erste Industrialisierung der Region                                |
| 8     | Kettle River Bridge                                  | Kettle River Bridge                                  | 1998 ID-Nr. 98000687 | Brücke der MN 123 über den Kettle River 46° 7′ 43,9″ N, 92° 51′ 23,7″ W                                                                                             | Sandstone              | 1948 errichtete stählerne Fachwerk-Bogenbrücke mit obenliegender Fahrbahn |
| 9     | Kettle River Sandstone Company Quarry                | Kettle River Sandstone Company Quarry                | 1991 ID-Nr. 91000877 | Nördlich der MN 123 am Westufer des Kettle River 46° 7′ 58,4″ N, 92° 51′ 27,6″ W                                                                                    | Sandstone              | Stelle, an der sich zwischen 1885 und 1919 Minnesotas größte Kiesgrube befand; heute ein City Park                                                                            |
| 10    | Peter P. Kilstofte Farmstead                         | Peter P. Kilstofte Farmstead                         | 1980 ID-Nr. 80002109 | County Highway 33 46° 11′ 50″ N, 92° 47′ 4″ W | Askov                  | 1913 errichtete Rinderfarm |
| 11    | Minneapolis Trust Company Commercial Building        | Minneapolis Trust Company Commercial Building        | 1980 ID-Nr. 80002113 | Main Street Ecke 4th Street 46° 7′ 55,7″ N, 92° 52′ 0,1″ W | Sandstone              | |
| 12    | North West Company Post                              | North West Company Post                              | 1972 ID-Nr. 72000679 | Am Ufer des Snake River 45° 49′ 16,9″ N, 93° 0′ 41″ W | westlich von Pine City | 1804 errichteter Pelzhandelsposten der North West Company; heute ein Museum der Minnesota Historical Society                                                                  |
| 13    | Finlayson Northern Pacific Depot                     | Finlayson Northern Pacific Depot                     | 1980 ID-Nr. 80002107 | Front Street Ecke Finland Avenue 46° 12′ 2,1″ N, 92° 54′ 57,7″ W | Finlayson              | 1909 errichtetes Bahnhofsgebäude |
| 14    | Hinckley Northern Pacific Depot                      | Hinckley Northern Pacific Depot                      | 1973 ID-Nr. 73000992 | Old U.S. Highway 61 Ecke 1st Street, Southeast 46° 0′ 54,2″ N, 92° 56′ 36,2″ W                                                                                      | Hinckley               | 1895 rekonstruiertes Bahnhofsgebäude, das vorher durch das Hinckley Fire zerstört worden war; das Gebäude beherbergt heute das Hinckley Fire Museum                           |
| 15    | John A. Oldenburg House                              | John A. Oldenburg House                              | 1978 ID-Nr. 78001556 | MN 18 46° 12′ 5,5″ N, 92° 54′ 53,3″ W | Finlayson              | 1896 im Second Empire-Stil errichtetes Wohnhaus |
| 16    | Partridge Township Hall                              | Partridge Township Hall                              | 1980 ID-Nr. 80002110 | Kobmagergade 46° 11′ 22,5″ N, 92° 46′ 50,9″ W | Askov                  | 1901 errichtetes Rathaus |
| 17    | Red Clover Land Company Demonstration Farm           | Red Clover Land Company Demonstration Farm           | 1980 ID-Nr. 80002106 | Abseits der County Road 32 46° 10′ 14,3″ N, 92° 21′ 1,5″ W | Askov                  | 1915 zu Demonstrationszwecken errichtete Farm |
| 18    | St. Croix Recreational Demonstration Area            | St. Croix Recreational Demonstration Area            | 1997 ID-Nr. 96001594 | Abseits der MN 48 entlang des Saint Croix National Scenic Riverway in der Clover, Ogema, Crosby, Munch und der Chengwatana Township 45° 57′ 2,6″ N, 92° 34′ 12,5″ W | Hinckley               | Zwischen 1934 und 1943 vom Civilian Conservation Corps und der Works Progress Administration errichtete Recreation Demonstration Area, um aufgegebenes Farmland neu zu nutzen |
| 19    | Sandstone School                                     | Sandstone School                                     | 1979 ID-Nr. 79001251 | Commercial Avenue zwischen 5th Street und 6th Street 46° 7′ 57,8″ N, 92° 51′ 49,9″ W                                                                                | Sandstone              | 1901 aus lokalem Sandstein errichtetes Schulgebäude mit 1910 errichtetem Anbau                                                                                                |
| 20    | Arnold Schwyzer Summer House and Farmstead           | Arnold Schwyzer Summer House and Farmstead           | 1980 ID-Nr. 80002114 | County Road 17 46° 7′ 11,9″ N, 93° 0′ 6″ W | Sandstone              | Von 1901 bis in die 1920er Jahre gebauter Sommerhauskomplex mit 1915 angelegter Milchviehfarm                                                                                 |
| 21    | Stumne Mounds                                        |                                                      | 1972 ID-Nr. 72000680 | Adresse nicht veröffentlicht | Pine City              | Archäologische Stätte mit Begräbnishügeln aus der Zeit um 600 v. Chr. |
| 22    | Willow River Rutabaga Warehouse and Processing Plant | Willow River Rutabaga Warehouse and Processing Plant | 1990 ID-Nr. 90000935 | Abseits des County Highway 61 46° 19′ 7,9″ N, 92° 50′ 27,1″ W | Willow River           | 1935 errichtetes Lager und Verarbeitungsbetrieb für Steckrüben |

## Frühere Einträge
| [ 2 ] | Name                              | Bild | Eintragsdatum        | Lage                                                                                | Ort               | Beschreibung                                                                                            |
| ----- | --------------------------------- | ---- | -------------------- | ----------------------------------------------------------------------------------- | ----------------- | --- |
| 1     | Bridge No. 1811 over Kettle River |      | 1998 ID-Nr. 98001107 | Brücke des County Highway 33 über den Kettle River 46° 15′ 42,8″ N, 92° 51′ 47,4″ W | Rutledge vicinity | 1916 errichtete Fachwerkbrücke; im Jahr 2004 abgerissen und ein Jahr später aus dem Register gestrichen |
| 2     | Pine City Naval Militia Armory    |      | 1980 ID-Nr. 80002111 | 1st Avenue 45° 49′ 47″ N, 92° 58′ 8,1″ W                                            | Pine City         | 1914 errichtetes Arsenal; im Jahr 2000 abgerissen und ein Jahr später aus dem Register gestrichen       |